# لوزنیتسا (چاچاک)
لوزنیتسا (به صربی: Loznica) یک منطقهٔ مسکونی در صربستان است که در چاچاک واقع شده‌است. لوزنیتسا ۵٫۹۹ کیلومتر مربع مساحت و ۴۳۲ نفر جمعیت دارد و ۳۲۸ متر بالاتر از سطح دریا واقع شده‌است.